# تراشیدن ریش در یهودیت
در یهودیت، اصلاح با تیغ بر اساس تفسیر خاخامی لاویان ۱۹:۲۷ که می‌گوید: «گوشه‌های سر خود را متراشید، و گوشه‌های ریش خود را مچینید» ممنوع است. میشنا این را به عنوان منعی بر استفاده از تیغ بر روی ریش تفسیر می‌کند. این ممنوعیت در مکتوبات کابالایی بیشتر بسط داده شده است. ممنوعیت هلاخایی به تراشیدن موی قسمت کنار گوش و گوشه‌های ریش به وسیلهٔ تیغ اعمال می‌شود.